# برادر خونی

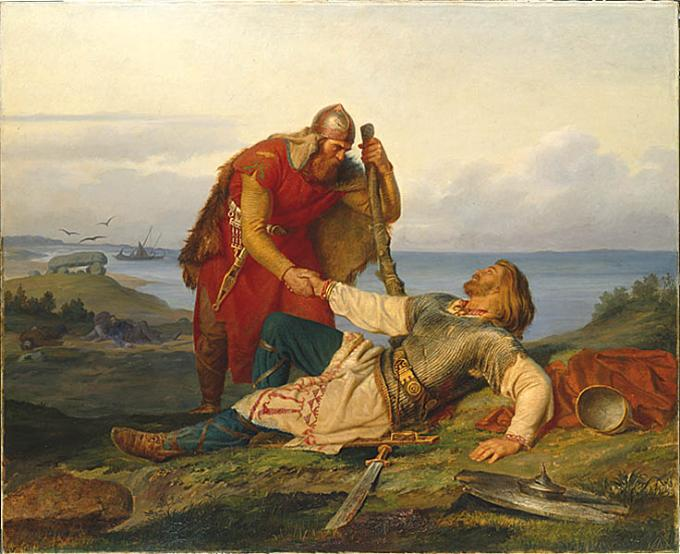
جنگجوی نروژی Örvar-Oddr آخرین وداع با برادر خونی خود، جنگجوی سوئدی Hjalmar، توسط ⎘ مارتین اسکیل وینگ (۱۸۶۶) را می‌کند.

برادر خونی (انگلیسی: Blood brother) می‌تواند به دو یا چند مردی که با تولد یا زایش خویشاوندی ندارند اشاره کند که به یکدیگر سوگند وفاداری داده‌اند. این در دوران مدرن معمولاً در مراسمی انجام می‌شود که به عنوان سوگند خون شناخته می‌شود، که در آن هر فرد یک برش کوچک معمولاً روی انگشت، دست یا ساعد ایجاد می‌کند و سپس دو برش را به هم فشار می‌دهند و می‌بندند. ایده این است که خون هر فرد اکنون در رگهای سیاهرگ دیگری جریان دارد.